# Пелінія (залізничне селище)
Пелінія (рум. Pelinia) — залізничне селище у Дрокійському районі Молдови. Входить до складу комуни, адміністративним центром якої є село Пелінія.